# Lollum
Lollum is een dorp in de gemeente Súdwest-Fryslân in de Nederlandse provincie Friesland. Lollum ligt tussen Bolsward en Franeker aan de Lollumervaart ten westen van de Slachtedijk Lollum vormt samen met Waaxens een tweelingdorp met een gezamenlijke dorpsbelangenvereniging. 
In 2023 telde het dorp 320 inwoners. Onder het dorp valt ook de buurtschap Barsum.

## Geschiedenis
Het dorp is ontstaan op een buitendijkse terp. De terp is deels afgegraven in de 19e eeuw. In de tweede helft van de 13e eeuw werd de plaats vermeld als Lolinghum, in 1319 als Lovelingum, in 1413 als Lolleghum, in 1482 als Lollingum en Lollum. De naam zou verwijzen naar een woonplaats van de persoon Lolle. In het verleden werd de plaats ook wel Ruigelollum genoemd en dit ter onderscheiding van Lutjelollum. 
Tot 2011 behoorde het dorp tot de voormalige gemeente Wonseradeel.

## Kerken
De oudste kerk van Lollum is de hervormde kerk. De grafstenencommissie van de Fryske Akademy heeft hier in juli 2017 twee zeer oude priesterzerken blootgelegd van de pastoors Jouke en Haaie. De eenbeukige kerk stamt uit de 13e eeuw en heeft een halfronde koorsluiting.
De andere kerk is een gereformeerde kerk, deze recht gesloten kruiskerk stamt uit 1915.

## Sport
Er is in het dorp een kaatsvereniging Meiinoar-Ien en een biljartvereniging Lollum Waaksens. Verder is er nog een IJsvereniging Sietse de Vries.

## Cultuur
Het dorpshuis, De Nije Haven wordt samen met Waaxens beheerd. De zangkoren Sterk Spul en Nocht en Wille en de Christelijke muziekvereniging Asaf zijn de muziekverenigingen in het dorp. Tot 2018 was er een gezamenlijke dorpskrant, De Twa Doarpen.

## Molen

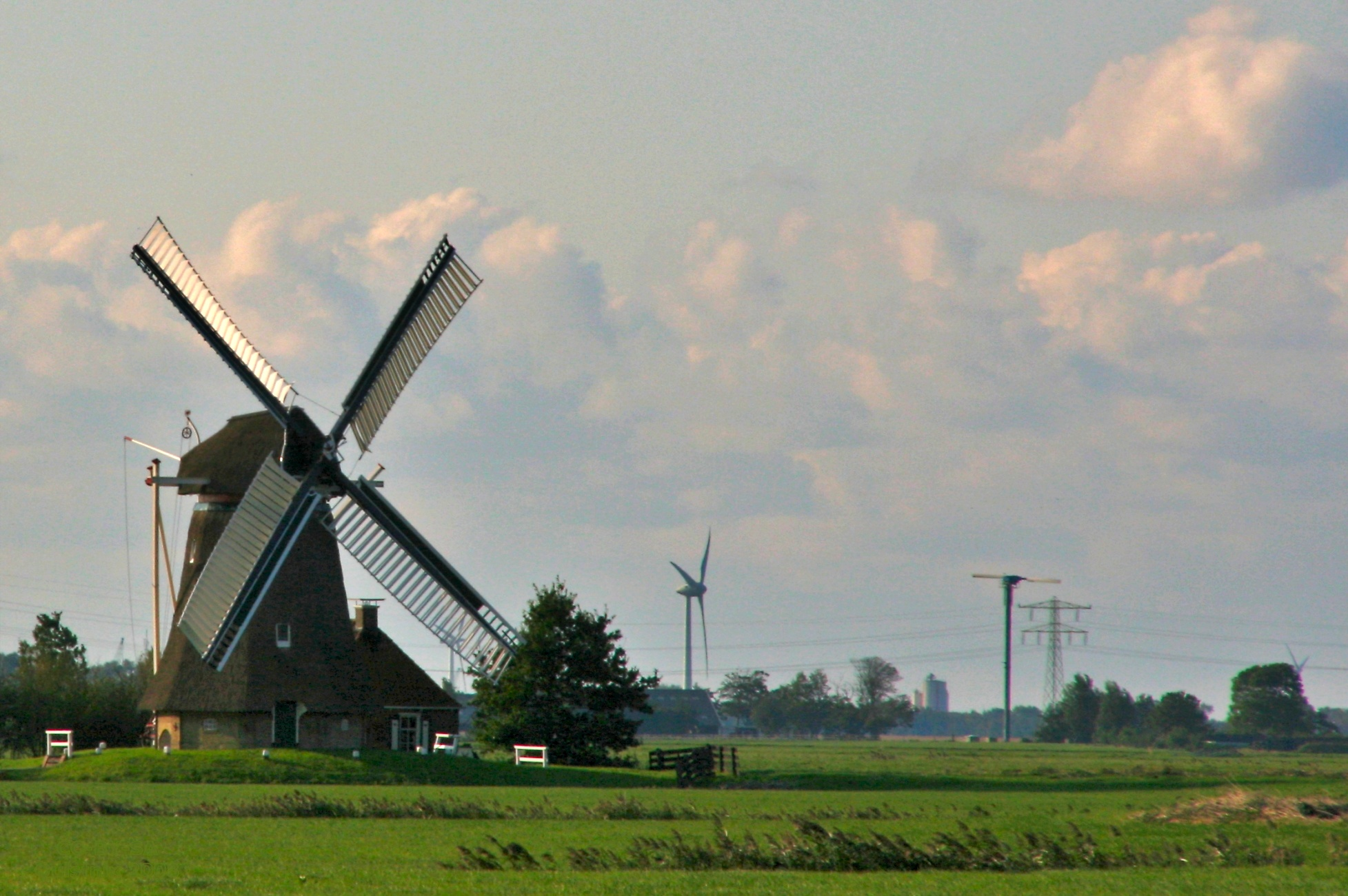
Molen Meerswal

Ten noordwesten van het dorp staat de molen Meerswal.

## Geboren in Lollum
- Theunis Heukels (1880-1953), schooldirecteur en politicus
- Geertje Lycklama à Nijeholt (1938-2014), politicus